# Players Tour Championship
Players Tour Championship — серия низкорейтинговых снукерных турниров, состоящая из 12 этапов (по шесть в Англии и континентальной Европе), а также финального турнира (Гранд-финал PTC). Серия проходит на протяжении почти всего сезона — с июня по март. 
В каждом из 12 турниров могут принять участие все профессионалы из мэйн-тура и все желающие любители. Если общее количество участников больше, чем 128 игроков (на это число рассчитана основная сетка любого этапа), то проводится предварительный раунд квалификации. За участие в каждом этапе игрок должен внести £ 100. В финальный турнир выходят 24 игрока, заработавших наибольшее количество призовых и участвовавших не менее, чем в 6 этапах (трёх английских и европейских).
Все матчи турнира играются до 4 побед.

## Рейтинговые очки
Этапы PTC:
- Победитель: 2000 очков
- Финалист: 1600 очков
- Полуфиналисты: 1280 очков
- Четвертьфиналисты: 1000 очков
- Участники 1/8: 760 очков
- Участники 1/16: 560 очков
- Участники 1/32: 360 очков

Финальный турнир PTC:
- Победитель: 3000 очков
- Финалист: 2400 очков
- Полуфиналисты: 1920 очков
- Четвертьфиналисты: 1500 очков
- 1/8 финала: 1140 очков
- Первый раунд: 840 очков

Рейтинговые очки серии учитываются в общем рейтинге и начисляются только участникам мэйн-тура.

## Победители Гранд-финала
| Турнир  | Победитель   | Финалист      | Счёт | Сезон   |
| ------- | ------------ | ------------- | ---- | ------- |
| 2010/11 | Шон Мёрфи    | Мартин Гоулд  | 4:0  | 2010/11 |
| 2011/12 | Стивен Ли    | Нил Робертсон | 4:0  | 2011/12 |
| 2012/13 | Дин Джуньху  | Нил Робертсон | 4:3  | 2012/13 |
| 2013/14 | Барри Хокинс | Джерард Грин  | 4:0  | 2013/14 |
| 2014/15 | Джо Пэрри    | Марк Уильямс  | 4:3  | 2014/15 |
| 2015/16 | Марк Аллен   | Рики Уолден   | 10:6 | 2015/16 |